# Dicraeus nigriventris
Dicraeus nigriventris är en tvåvingeart som beskrevs av Nartshuk 1964. Dicraeus nigriventris ingår i släktet Dicraeus och familjen fritflugor. Inga underarter finns listade i Catalogue of Life.